# 2002年の日本公開映画
- 映画 > 映画の一覧 > 年度別日本公開映画 > 2002年の日本公開映画
- 映画 > 2002年の映画 > 2002年の日本公開映画

2002年の日本公開映画（2002ねんのにほんこうかいえいが）では、2002年（平成14年）1月1日から同年12月31日までに日本で商業公開された映画の一覧を記載。作品名の右の丸括弧内は製作国を示す。
記載の凡例については年度別日本公開映画#凡例を参照

## 作品一覧

### 1月
- 1日
  - 玩具修理者（ 日本）
- 5日
  - プウテンノツキ（ 日本）
- 12日
  - あのころ僕らは ( アメリカ合衆国)
  - インティマシー/親密 ( イギリス/ フランス/ スペイン/ ドイツ)
  - ヴィドック ( フランス)
  - カンダハール ( イラン)
  - 金色の嘘 ( イギリス/ アメリカ合衆国/ フランス)
  - 素敵な歌と舟はゆく ( フランス/ スイス/ イタリア)
  - DEAD OR ALIVE FINAL（ 日本）
  - みんなのしあわせ ( スペイン)
- 19日
  - ABCアフリカ ( イラン)
  - 銀の男 青森純情篇（ 日本）
  - 銀の男 六本木伝説（ 日本）
  - 新・雪国（ 日本）
  - トマ@トマ ( ベルギー/ フランス)
  - ハートブレイカー ( アメリカ合衆国)
  - バスを待ちながら ( キューバ/ スペイン/ フランス)
  - 光にむかう3つの夢想曲（ 日本）
  - フォルテ ( アメリカ合衆国)
  - フロム・ヘル ( アメリカ合衆国)
  - 仄暗い水の底から ( 日本)
  - 息子の部屋 ( イタリア)
  - レイン ( タイ)
- 20日
  - アレクセイと泉 ( ベラルーシ)
- 26日
  - カラマリ・ユニオン ( フィンランド)
  - しあわせの場所 ( 中国)
  - ストーミー・ナイト ( インド)
  - ダブルタップ ( 香港)
  - 罪と罰 ( フィンランド)
  - ハムレット・ゴーズ・ビジネス ( フィンランド)
  - ビューティフル ( アメリカ合衆国)
  - ファイナル・ロマンス 天若有情III ( 香港)
  - プリティ・プリンセス ( アメリカ合衆国)
  - ラット・レース ( アメリカ合衆国)

### 2月
- 2日
  - オーシャンズ11 ( アメリカ合衆国)
  - 地獄の黙示録・特別完全版 ( アメリカ合衆国)
  - ジェヴォーダンの獣 ( フランス)
  - ピアニスト ( フランス/ オーストリア/ ドイツ/ ポーランド)
  - WASABI ( フランス/ 日本)
  - マルティナは海 ( スペイン)
  - アモーレス・ペロス ( メキシコ)
  - 私が女になった日 ( イラン)
  - 情事 an affair ( 韓国)
  - コンセント ( 日本)
  - アレクセイと泉( 日本)
- 9日
  - ジーパーズ・クリーパーズ ( アメリカ合衆国)
  - 落穂拾い ( フランス)
  - 夜風の匂い ( フランス)
  - 恋ごころ ( フランス/ イタリア/ ドイツ)
  - パラダイスの夕暮れ ( フィンランド)
  - 無問題2 ( 香港/ 日本)
  - 恋愛回遊魚 ( 台湾)
  - ソウル ( 日本/ 韓国)
  - 化粧師 KEWAISHI ( 日本)
  - 劇場版∀ガンダムI 地球光/II 月光蝶 ( 日本・アニメ)
  - 惨劇館 夢子 ( 日本)
- 16日
  - マリー・アントワネットの首飾り ( アメリカ合衆国)
  - クールボーダー ( アメリカ合衆国)
  - マルホランド・ドライブ ( アメリカ合衆国/ フランス)
  - 沈みゆく女 ( カナダ)
  - ミルクのお値段 ( ニュージーランド)
  - カタクリ家の幸福 ( 日本)
  - 助太刀屋助六 ( 日本)
  - 修羅の群れ ( 日本)
  - パコダテ人 ( 日本)
- 23日
  - ヘドウィグ・アンド・アングリーインチ ( アメリカ合衆国)
  - キリング・ミー・ソフトリー ( アメリカ合衆国)
  - がんばれ、リアム ( イギリス)
  - スカーレット・ディーバ ( イタリア)
  - うつくしい人生 ( フランス)
  - ふたつの時、ふたりの時間 ( 台湾/ フランス)
  - レプリカント ( アメリカ合衆国)

### 3月
- 2日
  - アメリカン・スウィートハート ( アメリカ合衆国)
  - 家路 ( ポルトガル/ フランス)
  - JAZZ SEEN/カメラが聴いたジャズ ( ドイツ)
  - タイムリセット 運命からの逃走 ( 香港)
  - 2002春 東映アニメフェア ( 日本・アニメ)
    - ONE PIECE 珍獣島のチョッパー王国
    - ONE PIECE 夢のサッカー王!
    - デジモンテイマーズ 暴走デジモン特急

  - 不実の愛、かくも燃え ( スウェーデン)
  - ぼくの神さま ( アメリカ合衆国)
  - モンスターズ・インク ( アメリカ合衆国・アニメ)
  - 竜二Forever ( 日本)
  - ロード・オブ・ザ・リング ( アメリカ合衆国/ ニュージーランド)
- 9日
  - エネミー・ライン ( アメリカ合衆国)
  - Soundtrack ( 日本)
  - ザ☆ドラえもんズ ゴール!ゴール!ゴール!! ( 日本・アニメ)
  - 自殺サークル ( 日本)
  - ドラえもん のび太とロボット王国 ( 日本・アニメ)
  - 紅色の夢 ( 日本)
  - 光と闇の伝説コリン・マッケンジー ( ニュージーランド)
  - ヒューマン・ネイチュア ( アメリカ合衆国/ フランス)
  - ぼくの生まれた日（ 日本・アニメ）
  - Laundry（ 日本）
- 14日
  - インモラル女医 ( アメリカ合衆国)
- 16日
  - アメリカン・サマー・ストーリー ( アメリカ合衆国)
  - 折り梅（ 日本）
  - 害虫（ 日本）
  - グラスハウス ( アメリカ合衆国)
  - ステイト・オブ・ドッグス ( モンゴル/ ベルギー)
  - パルムの樹（ 日本・アニメ）
  - プライベートレッスン 青い体験 ( 韓国)
- 22日
  - カラー・オブ・ライフ（ 日本）
- 23日
  - 活きる( 中国)
  - 犬猫( 日本)
  - シッピング・ニュース( アメリカ合衆国)
  - とらばいゆ( 日本)
  - マップ・オブ・ザ・ワールド( アメリカ合衆国)
  - ミスター・ルーキー（ 日本）
- 30日
  - アナトミー( ドイツ)
  - 荒ぶる魂たち（ 日本）
  - エトワール( フランス)
  - GIRLS★GIRLS( ドイツ)
  - WXIII 機動警察パトレイバー( 日本・アニメ)
  - 少年と砂漠のカフェ( イラン)
  - スリープレス( イタリア)
  - トゥーランドット( アメリカ合衆国/ ドイツ)
  - 羊のうた( 日本)
  - ピーピー兄弟/THE BLEEP BROTHERS( 日本)
  - ビューティフル・マインド( アメリカ合衆国)
  - ブラックホーク・ダウン( アメリカ合衆国)

### 4月
- 6日
  - ドメスティック・フィアー( アメリカ合衆国)
  - アニマルマン( アメリカ合衆国)
  - D-TOX( アメリカ合衆国)
  - 友へ チング( 韓国)
  - able エイブル( 日本)
- 13日
  - 光の旅人 K-PAX( アメリカ合衆国)
  - ヴァンパイア・ハンター( アメリカ合衆国)
  - 愛の世紀( フランス/ スイス)
  - トンネル( ドイツ)
  - ドリアン ドリアン( 香港)
  - 白い犬とワルツを( 日本)
- 20日
  - 陽だまりのグラウンド( アメリカ合衆国)
  - サンキュー、ボーイズ( アメリカ合衆国)
  - コラテラル・ダメージ( アメリカ合衆国)
  - ラグラッツのパリ探検隊( アメリカ合衆国)
  - モデルカップル( フランス)
  - フィスト・オブ・フューリー 復活!ドラゴン怒りの鉄拳( 香港)
  - クレヨンしんちゃん 嵐を呼ぶ アッパレ!戦国大合戦( 日本・アニメ)
  - 名探偵コナン ベイカー街の亡霊( 日本・アニメ)
- 26日
  - ピンク・フロイド/ザ・ウォール( イギリス)
- 27日
  - キューティ・ブロンド( アメリカ合衆国)
  - バーバー( アメリカ合衆国)
  - E.T. 20周年アニバーサリー特別版( アメリカ合衆国)
  - ケイブマン( アメリカ合衆国)
  - アート・オブ・エロス 監督たちの晩餐( イギリス/ アイスランド/ フィンランド/ ブラジル/ アメリカ合衆国)
  - アザーズ( アメリカ合衆国/ スペイン)
  - 翼をください( カナダ)
  - そして愛に至る( スイス/ フランス)
  - 両棲人間 ( ソビエト連邦)
  - ミモラ 心のままに( インド)
  - 鬼が来た!( 中国)
  - DOG STAR/ドッグ・スター（ 日本）
  - ハッシュ!（ 日本）

### 5月
- 3日
  - 裸のマハ ( スペイン)
  - KT（ 日本）
- 11日
  - スパイダーマン（ アメリカ合衆国）
  - スパイダー（ アメリカ合衆国）
  - ハロウィンH20（ アメリカ合衆国）
  - ローラー・ボール（ アメリカ合衆国）
  - クイーン&ウォリアー ( スペイン)
  - マッリの種 ( インド)
  - 華の愛 遊園驚夢 ( 香港)
  - 突入せよ! あさま山荘事件（ 日本）
  - およう（ 日本）
  - GUN CRAZY 復讐の荒野/裏切りの挽歌 （ 日本）
  - バネ式（ 日本）
  - ナースのお仕事ザ・ムービー（ 日本）
- 18日
  - パニック・ルーム （ アメリカ合衆国）
  - アトランティスのこころ （ アメリカ合衆国）
  - ノット・ア・ガール （ アメリカ合衆国）
  - しあわせ色のルビー （ アメリカ合衆国）
  - ミミック2 （ アメリカ合衆国）
  - イン&アウト・オブ・ファッション ( フランス)
  - 穴 （ イギリス）
  - 白い船（ 日本）
- 25日
  - サウンド・オブ・サイレンス （ アメリカ合衆国）
  - ALI アリ （ アメリカ合衆国）
  - 奇跡の歌（ アメリカ合衆国）
  - アリスの出発 ( フランス)
  - ノー・マンズ・ランド ( フランス/ イタリア/ ベルギー/ イギリス/ スロベニア)
  - 暗い日曜日 ( ドイツ/ ハンガリー)
  - 冷戦 ( 香港)
  - 溺れる人 ( 日本)
  - UNloved ( 日本)

### 6月
- 1日
  - 愛しのローズマリー （ アメリカ合衆国）
  - ザ・ワン（ アメリカ合衆国）
  - ファイナル・レジェンド 呪われたソロモン（ アメリカ合衆国）
  - ナショナル7 ( フランス)
  - GIGANTIC　ギガンティック ( ドイツ)
  - 少年の誘惑 ( 中国/ 日本)
  - 少林サッカー （ 香港）
  - 拳神/KENSHIN （ 香港）
  - エンジェル・スノー （ 韓国）
  - うつつ ( 日本)
  - 日本心中 針生一郎・日本を丸ごと抱え込んでしまった男。( 日本)
  - 走れ!ケッタマシン～ウェディング狂騒曲～( 日本)
- 8日
  - スコーピオン・キング（ アメリカ合衆国）
  - アイ・アム・サム（ アメリカ合衆国）
  - きれいなおかあさん（ 中国）
  - 銀杏のベッド ( 韓国)
  - 模倣犯 （ 日本）
  - 月のあかり（ 日本）
- 15日
  - ニューヨークの恋人（ アメリカ合衆国）
  - ハイ・クライムズ（ アメリカ合衆国）
  - ブレイド2（ アメリカ合衆国）
  - ザ・プロフェッショナル（ アメリカ合衆国）
  - スノー・ドッグ（ アメリカ合衆国）
  - キルミー・レイター（ アメリカ合衆国）
  - ルーヴルの怪人 （ フランス）
  - 重装警察 ( 香港)
  - 陽はまた昇る （ 日本）
  - クロエ ( 日本)
  - トーキョー×エロティカ  ( 日本)
  - GUILSTEIN ギルステイン( 日本)
  - 燃ゆる月 ( 韓国)
- 22日
  - ワンス・アンド・フォーエバー（ アメリカ合衆国）
  - セッション9 （ アメリカ合衆国）
  - マジェスティック （ アメリカ合衆国）
  - トムキャッツ 恋のハメハメ猛レース（ アメリカ合衆国）
  - ガウディアフタヌーン ( アメリカ合衆国|/ スペイン)
  - es ( ドイツ)
  - 孤高 ( フランス)
  - 世界で一番醜い女 ( スペイン)
  - 春の日は過ぎゆく ( 韓国)
  - ガイア・ガールズ （ 日本）
  - 新・仁義の墓場（ 日本）
- 28日
  - イビサボーイズGO・DJ! （ イギリス）
- 29日
  - プレッジ （ アメリカ合衆国）
  - スコーピオン （ アメリカ合衆国）
  - 父よ ( フランス)
  - フォーエヴァー・モーツァルト( フランス)
  - フューチャー・ゲーム( フランス)
  - この素晴らしき世界 ( チェコ)
  - ヴェルクマイスター・ハーモニー ( ハンガリー/ ドイツ/ フランス)
  - 青い春 ( 日本)
  - Departure ( 日本)
  - 富江 最終章　～禁断の果実～( 日本)
  - 東京タワー( 日本)

### 7月
- 6日
  - メン・イン・ブラック2（ アメリカ合衆国）
  - BONESボーンズ（ アメリカ合衆国）
  - ラッキー・ブレイク （ イギリス）
  - 天使にさよなら（ イギリス）
  - 月のひつじ ( オーストラリア)
  - イチかバチか -上海新事情 ( 中国)
  - おぎゃあ。（ 日本）
  - にっぽん零年（ 日本）
  - 笑う蛙（ 日本）
  - MI・TA・RI!（ 日本）
- 13日
  - スター・ウォーズ エピソード2/クローンの攻撃（ アメリカ合衆国）
  - ゴースト・オブ・マーズ（ アメリカ合衆国）
  - ディアブロ 悪魔生誕（ アメリカ合衆国）
  - エントランス（ アメリカ合衆国）
  - ダスト（ 北マケドニア/ イギリス/ イタリア/ ドイツ）
  - プロミス（ アメリカ合衆国）
  - ぴぐれっと（ 日本）
  - 劇場版ポケットモンスター 水の都の護神 ラティアスとラティオス（ 日本・アニメ）
  - それいけ!アンパンマン ロールとローラ うきぐも城のひみつ（ 日本・アニメ）
  - 東映アニメフェア（ 日本・アニメ）
    - デジモンフロンティア オニスモン古代デジモン復活!!
    - キン肉マンII世 マッスル人参争奪!超人大戦争
    - 激闘!クラッシュギアTURBO カイザーバーンの挑戦
- 20日
  - チョコレート（ アメリカ合衆国）
  - スチュアート・リトル2（ アメリカ合衆国）
  - 海辺の家 （ アメリカ合衆国）
  - DOGTOWN & Z-BOYS（ アメリカ合衆国）
  - タイムマシン（ アメリカ合衆国）
  - SPY N ( 香港)
  - ピンポン（ 日本）
  - 猫の恩返し（ 日本・アニメ）
  - 熊本物語（ 日本）
- 24日
  - 栄光のフォワードNo.9 ～女子サッカーに捧げる ( 中国)
- 27日
  - ジーザス（ アメリカ合衆国）
  - ネイムレス 無名恐怖 ( スペイン)
  - 快盗ブラック・タイガー ( タイ)
  - 海は見ていた（ 日本）
  - ドッジGO!GO!（ 日本）
  - ピカレスク 人間失格（ 日本）

### 8月
- 2日
  - ファイティング・ラブ（ 香港）
- 3日
  - イン・ザ・ベッドルーム（ アメリカ合衆国）
  - チェルシーホテル（ アメリカ合衆国）
  - エイゼンシュテイン（ ドイツ/ カナダ）
  - 金魚のしずく ( 香港)
  - チキン・ハート ( 日本)
  - ウルトラマンコスモス2 THE BLUE PLANET（ 日本）
  - 新世紀ウルトラマン伝説（ 日本）
  - パワーパフガールズ・ムービー （ アメリカ合衆国）
- 10日
  - アイス・エイジ （ アメリカ合衆国）
  - トータル・フィアーズ（ アメリカ合衆国）
  - 彼女の恋からわかること（ アメリカ合衆国）
  - ノンストップ・ガール（ アメリカ合衆国）
  - クライム・アンド・ダイヤモンド（ アメリカ合衆国）
  - 悪魔の毒々モンスター4・新世紀絶叫バトル （ アメリカ合衆国）
  - 天国の口、終りの楽園。 ( メキシコ)
  - 釣りバカ日誌13 ハマちゃん危機一髪!（ 日本）
  - ぼのぼの クモモの木のこと（ 日本・アニメ）
- 17日
  - スクービー・ドゥー （ アメリカ合衆国）
  - ノボケイン 局部麻酔の罠 （ アメリカ合衆国）
  - 人妻 ( イギリス/ カナダ/ アメリカ合衆国)
  - JLG/自画像 ( フランス)
  - エブリバディ・フェイマス! ( ベルギー/ フランス/ オランダ)
  - STICKMEN スティックメン ( ニュージーランド)
  - モンスーン・ウェディング ( インド)
  - 夜間飛行 ( 香港)
  - 仮面ライダー龍騎 EPISODE FINAL（ 日本）
  - 忍風戦隊ハリケンジャー シュシュッと THE MOVIE（ 日本）
  - 爆転シュートベイブレードTHE MOVIE 激闘タカオVS大地（ 日本）
- 24日
  - ウインドトーカーズ（ アメリカ合衆国）
  - オースティン・パワーズ ゴールドメンバー（ アメリカ合衆国）
  - トム・ベレンジャー in 処刑岬（ アメリカ合衆国）
  - ネバー・セイ・ダイ ( アメリカ合衆国/ イギリス/ フランス/ ルクセンブルク)
  - 北京の天使 ( 中国)
  - DRIVE ( 日本)
  - 夢なら醒めて……( 日本)
  - 異形ノ恋( 日本)
- 31日
  - 13ゴースト（ アメリカ合衆国）
  - ドニー・ダーコ（ アメリカ合衆国）
  - スナイパー（ アメリカ合衆国）
  - ゴシップ ( アメリカ合衆国)
  - バイオハザード（ アメリカ合衆国/ ドイツ/ イギリス）
  - ブレッド&ローズ （ イギリス）
  - ル・ブレ（ フランス）
  - ナビゲーター・ある鉄道員の物語 ( イギリス/ ドイツ/ スペイン)
  - チャドルと生きる ( イラン)
  - 三人三色 ( 韓国)
  - リターナー（ 日本）

### 9月
- 7日
  - スパイキッズ2 失われた夢の島 （ アメリカ合衆国）
  - ザ・ロイヤル・テネンバウムズ （ アメリカ合衆国）
  - インソムニア （ アメリカ合衆国）
  - アマデウス ディレクターズ・カット ( アメリカ合衆国)
  - メルシィ!人生 （ フランス）
  - 旅立ちの汽笛 ( キルギス/ フランス)
  - カット! ( スペイン)
  - 歌え!フィッシャーマン ( スウェーデン/ ノルウェー)
  - アフガン・アルファベット ( イラン)
  - 風と共に散った学校 ( イラン)
  - おばさんが病気になった日 ( イラン)
  - クラブ・バタフライ ( 韓国)
  - 歩く、人 ( 日本)
  - 金融破滅ニッポン 桃源郷の人々( 日本)
- 13日
  - ジェイソンX 13日の金曜日 （ アメリカ合衆国）
- 14日
  - ディナー・ラッシュ （ アメリカ合衆国）
  - ズーランダー （ アメリカ合衆国）
  - アバウト・ア・ボーイ ( イギリス/ アメリカ合衆国/ フランス)
  - 記憶のはばたき ( オーストラリア/ アメリカ合衆国)
  - まぼろし（ フランス）
  - echoes（エコーズ）（ イタリア/ ドイツ）
  - 千年女優（ 日本・アニメ）
  - 竜馬の妻とその夫と愛人（ 日本）
  - 命（ 日本）
- 21日
  - サイン （ アメリカ合衆国）
  - BALLET アメリカン・バレエ・シアターの世界 ( アメリカ合衆国)
  - イノセント・ボーイズ （ アメリカ合衆国）
  - 赤毛のアン/アンの結婚 ( カナダ)
  - 明日、陽はふたたび ( イタリア)
  - 甘い嘘 （ フランス）
  - 実録・安藤昇侠道伝 烈火 ( 日本)
- 28日
  - ジャスティス （ アメリカ合衆国）
  - 完全犯罪クラブ （ アメリカ合衆国）
  - ロバート・イーズ ( アメリカ合衆国)
  - ダウン ( アメリカ合衆国/ オランダ)
  - なごり雪（ 日本）
  - ロックンロールミシン（ 日本）
  - 火星のカノン（ 日本）
  - 十七歳（ 日本）
  - チョムスキー　9.11 ( 日本)

### 10月
- 5日
  - 明日があるさ THE MOVIE（ 日本）
  - 阿弥陀堂だより（ 日本）
  - 群青の夜の羽毛布（ 日本）
  - SABU 〜さぶ〜（ 日本）
  - 宣戦布告（ 日本）
  - ミーン・マシーン（ イギリス）
  - MON-ZEN［もんぜん］（ ドイツ）
  - 酔っぱらった馬の時間（ イラン/ フランス）
  - ロード・トゥ・パーディション（ アメリカ合衆国）
- 12日
  - L'Ilya　イリヤ （ 日本）
  - エンジェル・アイズ（ アメリカ合衆国）
  - 王様の漢方（ 中国/ 日本）
  - クイーン・オブ・ザ・ヴァンパイア（ アメリカ合衆国）
  - ごめん（ 日本）
  - 最'新'絶叫計画（ アメリカ合衆国）
  - 太陽の雫（ ドイツ/ オーストリア/ ハンガリー/ カナダ）
  - 旅の途中で ( イラン/ 日本)
  - テキサス・レンジャーズ（ アメリカ合衆国）
  - トスカ（ フランス/ ドイツ/ イタリア/ イギリス）
  - Dolls（ 日本）
  - 木曜組曲（ 日本）
  - 容疑者（ アメリカ合衆国）
- 19日
  - OUT（ 日本）
  - 凶気の桜（ 日本）
  - 抹殺者 ( アメリカ合衆国)
  - 9デイズ（ アメリカ合衆国）
  - バルニーのちょっとした心配事（ フランス）
  - Piaキャロットへようこそ!! -さやかの恋物語-（ 日本・アニメ）
- 26日
  - 浅草キッドの「浅草キッド」（ 日本）
  - ゴスフォード・パーク（ イギリス/ アメリカ合衆国/ イタリア）
  - スズメバチ（ フランス）
  - ダーク・ブルー（ チェコ/ イギリス）
  - 月に沈む（ 日本）
  - tokyo.sora（ 日本）
  - トリプルX（ アメリカ合衆国）
  - ブラック・ナイト（ アメリカ合衆国）
  - ベルリン・アレクサンダー広場 ( 西ドイツ/ イタリア)
  - マッスルヒート（ 日本）

### 11月
- 2日
  - ザ・リング（ アメリカ合衆国）
  - プロフェシー（ アメリカ合衆国）
  - ハロウィン・レザレクション（ アメリカ合衆国）
  - モンテ・クリスト伯（ アメリカ合衆国）
  - マルタ…、マルタ （ フランス）
  - マドモワゼル （ フランス）
  - ガーゴイル ( フランス/ 日本)
  - 遥かなるクルディスタン ( トルコ/ ドイツ/ オランダ)
  - 至福のとき ( 中国)
  - 国姓爺合戦 ( 中国/ 日本)
  - たそがれ清兵衛 （ 日本）
  - KUMISO-組葬（ 日本）
- 9日
  - セレンディピティ ( アメリカ合衆国)
  - チェンジング・レーン ( アメリカ合衆国)
  - 彼女たちの時間 ( フランス)
  - サラーム・シネマ ( イラン)
  - トリック劇場版 ( 日本)
  - ラストシーン ( 日本)
  - 理髪店主のかなしみ ( 日本)
  - 水の女 ( 日本)
  - スワンズソング ( 日本)
- 16日
  - ウェイキング・ライフ ( アメリカ合衆国)
  - ストーリーテリング ( アメリカ合衆国)
  - ショウタイム ( アメリカ合衆国)
  - バースデイ・ガール ( アメリカ合衆国)
  - REM レム ( アメリカ合衆国)
  - ラスト・キャッスル ( アメリカ合衆国)
  - ミッションブルー ( アメリカ合衆国)
  - オン★ザ★ライン 君をさがして ( アメリカ合衆国)
  - リーマン・ジョー! ( アメリカ合衆国)
  - パニック/脳壊 ( アメリカ合衆国)
  - ヴィクトール 小さな恋人 ( フランス)
  - マーサの幸せレシピ ( イギリス)
  - パープルストーム ( 台湾)
  - 恋に唄えば♪ ( 日本)
- 23日
  - ハリー・ポッターと秘密の部屋 ( アメリカ合衆国)
  - ジョンQ -最後の決断-（ アメリカ合衆国)
  - フレイルティー/妄執 ( アメリカ合衆国）
  - ガール・フロム・リオ ( イギリス/ フランス)
  - 8人の女たち（ フランス）
  - さゞなみ ( 日本)
- 30日
  - マイ・ラブリー・フィアンセ ( フランス)
  - 目下の恋人 ( 日本)
  - AIKI ( 日本)
  - 夜を賭けて ( 日本)
  - 龍虎兄弟 ( 日本)
  - スキン・フリック ( ドイツ/ カナダ/ イギリス)

### 12月
- 6日
  - ローザス/ファーズ　ザ・フィルム ( ベルギー)
- 7日
  - マイノリティ・リポート ( アメリカ合衆国)
  - CQ ( アメリカ合衆国)
  - ブラッド・ワーク ( アメリカ合衆国)
  - サンタクロース・リターンズ! クリスマス危機一髪 ( アメリカ合衆国)
  - アイリス（ イギリス/ アメリカ合衆国）
  - 星のない国 ( フランス)
  - ラスト・プレゼント ( 韓国)
  - 刑務所の中 ( 日本)
  - いたいふたり ( 日本)
  - 八月の幻 ( 日本)
  - もうひとりいる ( 日本)
  - 完全なる飼育 香港情夜 ( 日本)
- 14日
  - K-19 ( アメリカ合衆国)
  - スパイダー パニック! ( アメリカ合衆国)
  - SCRATCH ( アメリカ合衆国)
  - シャーロット・グレイ ( イギリス/ オーストラリア)
  - めぐり逢う大地 ( イギリス/ フランス/ カナダ)
  - デュラス 愛の最終章 ( フランス)
  - チェ・ゲバラ-人々のために- ( アルゼンチン)
  - 火山高 ( 韓国)
  - きらめきの季節/美麗時光 ( 台湾/ 日本)
  - 仔犬ダンの物語 ( 日本)
  - ミニモニ。じゃムービーお菓子な大冒険! ( 日本)
  - 実録・ヒットマン ～妻 その愛～ ( 日本)
  - SFホイップクリーム ( 日本)
  - ゴジラ×メカゴジラ ( 日本)
  - 劇場版 とっとこハム太郎 ハムハムハムージャ! 幻のプリンセス ( 日本・アニメ)
- 21日
  - ギャング・オブ・ニューヨーク ( アメリカ合衆国)
  - スコルピオンの恋まじない ( アメリカ合衆国)
  - グッドボーイズ ( アメリカ合衆国)
  - ピーター・パン2 ネバーランドの秘密 ( アメリカ合衆国)
  - キス★キス★バン★バン ( イギリス)
  - ウォレスとグルミットのおすすめ生活 ( イギリス)
  - 白と黒の恋人たち ( フランス)
  - グレースと公爵 ( フランス)
  - わすれな歌 ( タイ)
  - 草ぶきの学校 ( 中国)
  - 犬夜叉 鏡の中の夢幻城 ( 日本・アニメ)
- 28日
  - SWEET SIXTEEN ( イギリス/ ドイツ/ スペイン)
  - Jam Films ( 日本)
  - マブイの旅 ( 日本)